# هلمبرشتس
هلمبرشتز (بالألمانية: Helmbrechts) هي بلدة ألمانية تقع في ألمانيا في بافاريا. يقدر عدد سكانها بـ 9,241 نسمة .